# زاره سينانيان
زاره سينانيان (الأرمنية: Զարեհ Սինանյան ، من مواليد 1973) هو عضو مجلس المدينة وعمدة سابق في غلينديل، كاليفورنيا. قبل تعيينه لمنصب العمدة، فاز بالانتخاب كعضو في مجلس المدينة وعقد وظائف في لجان مختلفة، بما في ذلك الحدائق والترفيه وخدمة المجتمع، واللجنة الاستشارية لمنحة بلوك التنمية المجتمعية.

## النشأة والتعليم
ولد زارية سينانيان في يريفان، أرمينيا، في عام 1973، وحضر المدرسة المحلية رقم 172. ولد والده في إسطنبول، تركيا واستقر في أرمينيا في عام 1946. والدته هي من تالين، أرمينيا.
هاجر هو وأسرته إلى الولايات المتحدة في عام 1988 واستقروا في بربانك، كاليفورنيا.  التحق سينانيان بمدرسة جون موير المتوسطة في بربانك وذهب للتخرج من مدرسة بربانك الثانوية.  في عام 1997 حصل على درجة البكالوريوس في العلوم السياسية والتاريخ في عام 1997 في جامعة كاليفورنيا، لوس أنجلوس. ثم التحق بكلية الحقوق في جامعة جنوب كاليفورنيا، حيث حصل على دكتوراه في القانون.  أثناء دراسته في كلية الحقوق، عمل سينانيان في لجنة الأوراق المالية والبورصات الأمريكية واحتُجز للقاضي إيرل جونسون من محكمة الاستئناف في كاليفورنيا.  بعد تخرجه من كلية الحقوق، دخل خدمة التقاضي المدني وأدار مكتب محاماة خاص به. 

## المهنة السياسية
تم تعيين سينانيان في لجنة الحدائق العامة والترفيه والخدمات المجتمعية في غلينديل في عام 2006 وتولى هذا المنصب حتى عام 2008. . شغل منصب رئيس اللجنة الاستشارية لمنح بلوك تنمية المجتمع في الفترة من 2009 إلى 2011.  كما كان مفوضاً للجنة الاستشارية لمنح بلوك تنمية المجتمع من عام 2008 إلى عام 2013. 

### مجلس المدينة
رشح سينانيان لأحد مقاعد مجلس مدينة غلينديل الثلاث في انتخابات أبريل 2013، واحتل المركز الثالث من بين 12 مرشحا. وهو أول سياسي مواليد في أرمينيا يحتل مقعدًا في مجلس مدينة غلينديل. في ثاني اجتماع له في مجلس المدينة، اعتذر علانية عن «التشهير العنصري والمثليين» الذي نشره عبر الإنترنت لعدة سنوات قبل الانتخابات.
في يوليو 2013، دعم سينانيان إنشاء نصب تذكاري للنساء المتعة الكوريات في متنزه غليندال سنترال، بسبب اعتراضات حكومة اليابان وعشرات من الأمريكيين اليابانيين. تحدث سنانيان عند إزاحة الستار عن النصب التذكاري في أواخر يوليو، مستشهدا بخلفيته كحفيد لأحد الناجين من الإبادة الجماعية الأرمينية وأكد: «إن أفضل طريقة لحل الصراعات... أفضل طريقة لعلاج الجروح... هي الاعتراف بهم لقد تعرض شعبي، جدي، لجريمة مروعة فظيعة... حتى هذا اليوم، لأنه لم يأت اعتذار، لم يأت أي اعتراف صحيح... الجرح عميق، إنه محتقد، ولا يمكن أن يكون هناك تحرك إلى الأمام دون ذلك».

### العمدة
في أبريل 2014، تم تعيين سينانيان عمدة مدينة غليندال بولاية كاليفورنيا ليحل محل عمدة المدينة السابق ديف ويفر.
في نوفمبر 2014، كان سينانيان وعمدة لوس أنجلوس إريك غارسيتي من بين السياسيين في كاليفورنيا المدعوين لحضور افتتاح مكتب تمثيلي لهيئة BBCN في سيول، بكوريا الجنوبية. كما التقى سينانيان مع لي كوون هيون، الأمين العام لحزب ساينوري.

### الجدل
في عام 2013، قام زاره سينانيان بعدة تصريحات عنصرية ومُثلية للمثليين عبر الإنترنت، باستخدام الافتراءات لوصف المثليين، وتهديدهم بالاغتصاب، وإهانة الأمريكيين المكسيكيين والمسلمين والنساء  ولا تزال ملاحظاته الزائفة متوفرة على الإنترنت.

## الحياة الشخصية
لدى سينانيان وزوجته لوري أربعة أطفال. 

## ضمانات
صادق سينانيان على بيرني ساندرز لترشيح الحزب الديمقراطي في الانتخابات الرئاسية لعام 2016.